# برونو کوتینیو مارتینز
برونو کوتینیو مارتینز (به پرتغالی: Bruno Coutinho Martins) هافبک اهل برزیل است که در شهر پورتو الگره و در تاریخ ۲۱ ژوئن ۱۹۸۶ به دنیا آمده‌است.
برونو کوتینیو مارتینز در تیم‌های فوتبال Grêmio سابقهٔ حضور دارد.